# Nader El-Sayed
Pour les articles homonymes, voir El-Sayed.
Ibrahim Nader Al Sayed (arabe : نادر السيد) (né le 13 décembre 1972 dans le gouvernorat de Dakhleya) est un joueur de football international égyptien qui évoluait au poste de gardien de but. 
Il a été sélectionné 110 fois en équipe nationale égyptienne entre 1992 et 2005. Il a pris sa retraite sportive en 2008 et s'occupe depuis de l'académie de football qu'il a créée en Égypte.
Nader est resté célèbre pour ses nombreux arrêts de penalties. Il en a arrêté 21 lors de séances de tirs au but tout au long de sa carrière.

## Carrière

### En clubs
Nader El-Sayed commence sa carrière professionnelle au Zamalek, un des trois grands clubs d'Égypte, en 1992. 
Il passe six saisons au club, remportant deux fois le championnat égyptien, deux fois la Ligue des champions d'Afrique, et deux fois la Supercoupe d'Afrique. Il est également élu meilleur gardien du championnat de 1992 à 1998. 
Cette année-ci, Nader El-Sayed décide de tenter sa chance en Europe, et rejoint le FC Bruges, un club du top belge, où il devient la doublure du vétéran Dany Verlinden. 
Ne parvenant pas à s'imposer comme premier gardien de l'équipe, il retourne en Égypte en 2000, à El Fayoum exactement. 
Il passe deux saisons au club, puis quitte à nouveau son pays natal pour rejoindre le club grec d'Akratitos. Nader ne joue que la moitié des matches de l'équipe, qui termine 12e, et décide de rentrer définitivement en Égypte. Il est transféré au club d'Ittihad Alexandrie, où il reste une saison, et joue ensuite une saison pour Al-Masry. En 2005, il est transféré par Al Ahly, le deuxième grand club du Caire, et rival de son club formateur, Zamalek. Il réalise le triplé championnat, Coupe et Supercoupe d'Égypte. Il remporte également deux nouvelles Ligue des champions d'Afrique, en 2005 et 2006, cette compétition se déroulant à cheval sur deux saisons de championnat. Il participe également à la Coupe du monde des clubs 2005, où Al-Ahly termine sixième et dernier. En janvier 2007, il s'en va pour l'ENPPI Club, jusqu'à la fin de sa carrière en juillet 2008.
Nader El-Sayed ouvre ensuite une académie de football en Égypte à son nom.

### En équipe nationale
Nader El-Sayed joue en équipe nationale égyptienne dès les catégories d'âge. Avec l'équipe d'Égypte des moins de 20 ans, il remporte la Coupe d'Afrique des nations junior 1991, dont il est élu meilleur gardien. Cette victoire permet à l'Égypte et Nader de se qualifier pour la Coupe du monde des moins de 20 ans, disputée la même année au Portugal. Le succès n'est pas au rendez-vous, les Égyptiens étant éliminés dès le premier tour. Il passe ensuite par l'équipe espoirs, dont il devient le capitaine pour les Jeux Olympiques de Barcelone en 1992. L'Égypte est éliminée dès le premier tour du tournoi. Quelques mois plus tard, il participe avec la même équipe au Championnat arabe des nations 1992, organisé en Syrie. L'Égypte remporte le tournoi pour la seule fois de son histoire.
Nader fait ses débuts en équipe nationale A le 8 septembre 1992, dans un match face à la Jordanie, qui se termine sur le score de 1-1. Il reste le gardien titulaire de l'équipe égyptienne jusqu'au 19 juin 2005, son irrégularité en club lui coûtant sa place en sélection au profit de son rival Essam al-Hadary. Il joue à 110 reprises pour l'équipe d'Égypte, avec laquelle il remporte la CAN 1998 au Burkina Faso. C'est son seul titre majeur avec la sélection nationale. Lors de ce tournoi, il est élu meilleur gardien de la compétition. Il reçoit à nouveau ce titre deux ans plus tard, devenant le premier gardien à l'obtenir deux fois de suite. Ici encore, c'est son rival al-Hadary qui battra cette performance, en étant élu meilleur gardien de la CAN trois années de suite en 2006, 2008 et 2010.

## Palmarès
- Vainqueur de la CAN en 1998 avec l'Égypte.
- Vainqueur du Championnat arabe des nations en 1992 avec l'Égypte espoirs.
- Vainqueur de la CAN juniors en 1991 avec l'équipe d'Égypte des moins de 20 ans.

- 2 fois meilleur gardien de la CAN en 1998 et 2000 avec l'Égypte.
- Meilleur gardien de but de la CAN juniors 1991.
- Meilleur gardien de but arabe en 1992

- 4 fois vainqueur de la Ligue des champions de la CAF :
  - 2 fois avec Zamalek en 1993 et 1996.
  - 2 fois avec Al Ahly en 2005 et 2006.
- 3 fois vainqueur de la Supercoupe de la CAF :
  - 2 fois avec Zamalek en 1994 et 1997.
- 1 fois avec Al Ahly en 2005.

- 3 fois champion d'Égypte :
  - 2 fois avec Zamalek en 1992 et 1993.
- 1 fois avec Al Ahly en 2006.

- Vainqueur de la Coupe d'Égypte en 2006 avec Al Ahly.

- Vainqueur de la Supercoupe d'Égypte en 2006 avec Al Ahly.

- 7 fois meilleur gardien de but du championnat égyptien en 1992, 1993, 1994, 1995, 1996, 1997,1998 avec Zamalek.